# Le Meinier
 (août 2012).
Si vous disposez d'ouvrages ou d'articles de référence ou si vous connaissez des sites web de qualité traitant du thème abordé ici, merci de compléter l'article en donnant les références utiles à sa vérifiabilité et en les liant à la section « Notes et références ».
Le Meinier est un site archéologique, situé à la sortie est de Sainte-Maxime, dans le Var.

## Histoire
Le site a probablement été occupé dès le néolithique (4500 ans avant notre ère) bien qu'un seul témoignage de cette époque ait été trouvé à ce jour : une hache en pierre polie, en jadéite des Alpes, trouvée en juin 2006, par un membre de l'Association Archéologique Aristide Fabre.
Site élevé (oppidum), il est en tout cas occupé par les Celto-Ligures à l'âge du fer (500 ans avant notre ère). En témoignent le très grand nombre de tessons de céramiques trouvés sur place : céramiques locales et campaniennes (région de Naples), vaisselles diverses, faisselles, amphores. Des vestiges de remparts et murs en pierres sèches locales ainsi que plusieurs cabanes ont également été dégagés. Plusieurs trous de poteaux avec calages ont été retrouvés, mais aucun témoin métallique (bronze, cuivre, fer) à cause, vraisemblablement, de l'acidité du substratum.
Le site a été détruit par les Romains à la fin du Ier siècle avant notre ère et aucun vestige gallo-romain n'a été trouvé à ce jour. Il a été redécouvert au début du XXe siècle par Aristide Fabre (sériciculteur maximois, passionné d'archéologie), qui décrit succinctement trois remparts et leurs cotes, et quelques trouvailles de surface (monographie publiée qu'en 1932).
Le site est acheté en 1920 par l'écrivain Victor Margueritte qui le détruit en partie (zone sud-ouest) pour y élever une tour carrée d'habitation, entourée d'un jardin. De cette époque, on a retrouvé les restes abîmés de la tour et des aménagements intérieurs, des monnaies de 1931, des céramiques de jardin, un cendrier du casino municipal datant de 1927, un bijou féminin, un crochet pour boutons de bottines. Il est revendu en 1938 et est occupé de 1940 à 1943 par l'armée italienne, puis de 1943 à 1944 par la Wehrmacht. Site d'observations et de télécommunications, cette occupation conduit à de nouvelles destructions (zones nord et ouest) pour installer, entre autres, 3 casemates enterrées. De nombreux témoignages de l'époque ont été retrouvés : cartouches italiennes et allemandes, fusées éclairantes allemandes, médaille à l'effigie de Mussolini, fil de fer barbelé, fils téléphoniques. Ces installations ont été détruites par les Alliés fin 1944. Au musée de la Tour Carrée de Sainte-Maxime, il y a une carte de l'armée américaine (renseignée par les Résistants), datant de 1944, d'avant le débarquement de Provence d'août 1944, indiquant qu'au Meinier il y avait "4 Lt U"; c'est-à-dire : 4 guns (canons), Light (calibre 4.7 inches, soit 120mm), Unoccupied (non servi en permanence)
Le site est ensuite entaillé par une carrière de granulats dans les années 1950, qui occasionne de nouvelles destructions dans la zone sud-est.
Actuellement copropriété privée, le site est normalement (?) inconstructible. L'Association Archéologique Aristide Fabre attend, de la copropriété, l'autorisation de poursuivre les sondages et relevés, commencés entre 2006 et 2009